# Centrale électrique
Une centrale électrique est un site industriel destiné à la production d'électricité. Les centrales électriques alimentent en électricité, au moyen du réseau électrique, les consommateurs, particuliers ou industriels éloignés de la centrale. La production d'électricité y est assurée par la conversion en énergie électrique d'une énergie primaire qui peut être soit mécanique (force du vent, force de l'eau des rivières, des marées…), soit chimique (réactions d'oxydoréduction avec des combustibles, fossiles ou non, tels que la biomasse), soit nucléaire, soit solaire.
Ces énergies primaires peuvent être renouvelables (biomasse, etc.) ou constituer des ressources dont les réserves sont limitées (combustibles fossiles, etc.).

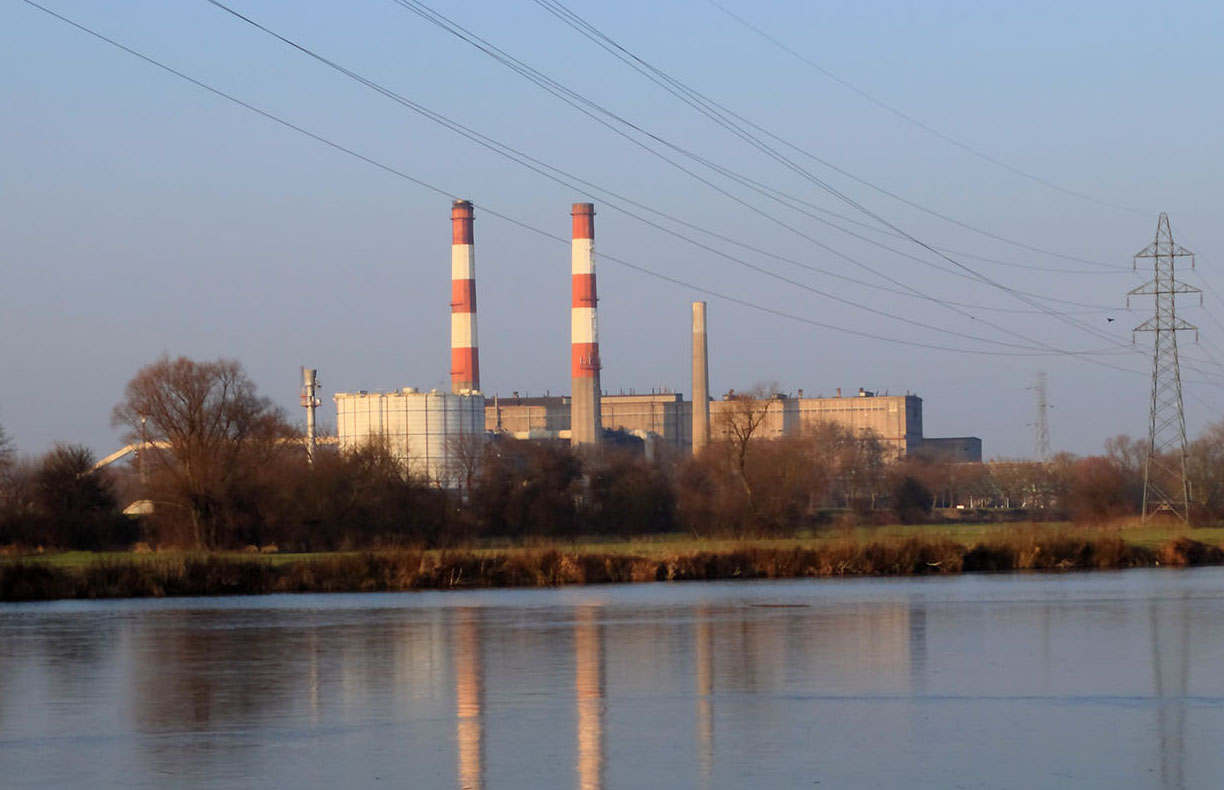
Ancienne centrale thermique de Richemont fonctionnant au gaz de haut fourneau (photo de 2009).

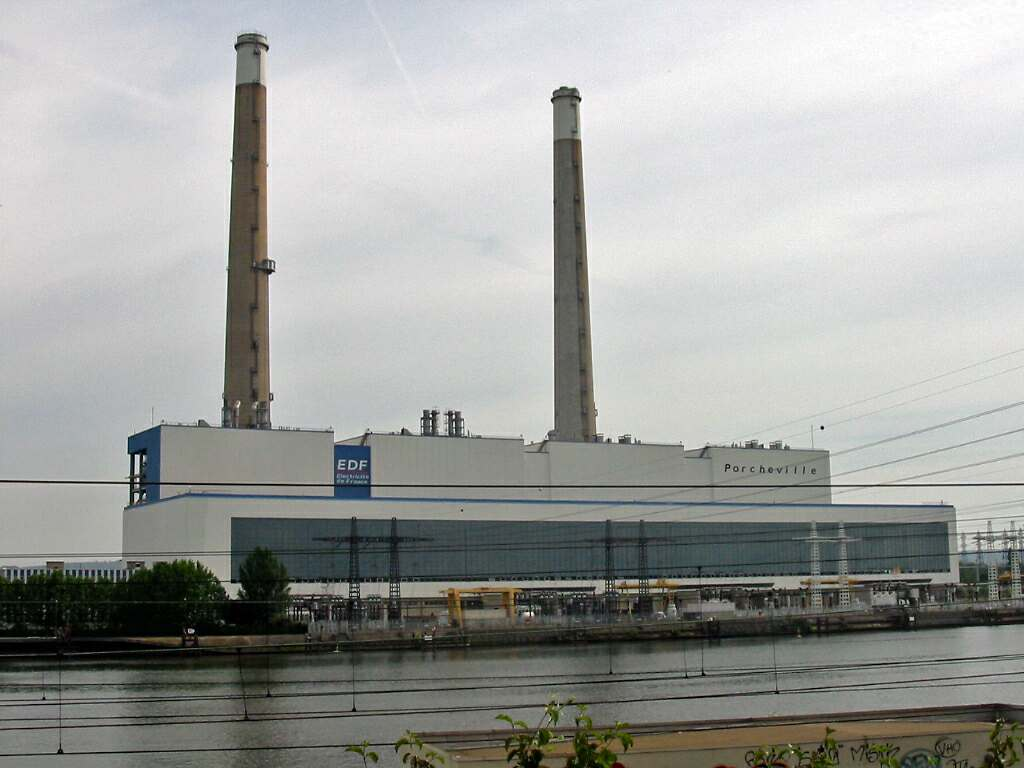
Ancienne centrale thermique de Porcheville fonctionnant au fioul lourd (photo de 2005).

## Types de production d’électricité

### Selon la technologie
Hormis dans les centrales photovoltaïques, la génération d'électricité est assurée par un alternateur entraîné par une turbine ou, pour certains systèmes insulaires ou isolés, par un moteur à explosion (groupe Diesel de puissance allant de quelques mégawatts à plusieurs dizaines de mégawatts),.
Le rendement de conversion mécanique-électrique des alternateurs est d'environ 98 %. L'essentiel des pertes se fait donc sur la conversion thermique-mécanique des machines thermiques. La cogénération permet d’améliorer le rendement global de l'installation en valorisant l'énergie thermique résiduelle.
Plusieurs technologies de turbines sont disponibles selon le fluide utilisé pour les actionner :
- turbine à vapeur ;
- turbine à gaz de combustion ;
- turbine hydraulique ;
- éolienne.

### Selon l'énergie primaire
On distingue, parmi les énergies primaires converties en énergie électrique dans les centrales électriques, celles dites « renouvelables » (biomasse, solaire, hydraulique, géothermique et éolienne) et celles d'origine fossile ou nucléaire.
Les combustibles fossilesCe sont, encore aujourd'hui, les énergies primaires les plus utilisées dans le monde pour la génération d'électricité. C'est principalement le charbon qui est utilisé, mais on trouve également des centrales au fioul et au gaz naturel, qui sont brûlés soit dans des chaudières, soit dans des turbines à combustion (turbines à gaz), soit encore dans des moteurs Diesel entraînant un alternateur.
L'énergie nucléaireLa fission nucléaire dégage énormément de chaleur, permettant de générer de la vapeur d'eau qui actionne une turbine à vapeur.
L'énergie géothermiqueEntre le réchauffement du soleil et sa chaleur interne, la Terre produit de la chaleur : sa température moyenne atteint 10 à 14 °C au sol, 15 à 18 °C à 100 mètres et 19 à 21 °C à 200 mètres, et ainsi plus on descend plus la température monte. L’électricité par géothermie consiste à forer le sol pour aller récupérer cette chaleur, soit en injectant de l’eau dans les roches chaudes, soit en exploitant les sources d’eau chaude existantes. L'eau chaude se transforme en vapeur, qui va faire tourner une turbine qui entraîne un alternateur.
L'énergie solaireElle permet de produire de l’électricité uniquement grâce à la lumière et la chaleur du soleil. Capter l’électricité solaire nécessite quelques pré-requis. Il faut disposer de panneaux photovoltaïques, d’un onduleur et d’un compteur. Ce système de transformation de la lumière du soleil en électricité tend à se développer et permet de vendre le surplus de sa production. Le solaire prend une place de plus en plus grande comme électricité renouvelable.
L'énergie hydrauliqueDans les centrales hydroélectriques, la force du courant des rivières (centrales au fil de l'eau), de la chute d'eau (barrages, conduites forcées) ou des marées (usines marémotrices) est utilisée pour actionner la turbine entraînant l'alternateur.
L'énergie éolienneLes éoliennes produisent de l’électricité à partir du vent, qui fait tourner une turbine entraînant l’alternateur. La production d'électricité par les éoliennes tend à se développer de plus en plus. Les progrès réalisés en termes d’équipements permettent même de stocker l’énergie pour pallier les vents faibles. Les riverains contestent les nuisances produites par les éoliennes. Ce problème est supprimé dans le développement des éoliennes en mer, qui ont par ailleurs un rendement nettement supérieur.
Les autres combustibles
La biomasse et les déchets (ordures ménagères) peuvent être brûlés dans des chaudières spécifiques, mais ces combustibles sont plutôt utilisés dans des réseaux de chaleur.

## Historique
En 1878, en Europe, une centrale hydraulique de 7 kW est construite à Saint-Moritz en Suisse.
La première centrale électrique des États-Unis, la Pearl Street Station, est mise en service le 4 septembre 1882 par Thomas Edison dans le bas de Manhattan, ce qui permet de faire fonctionner l'éclairage électrique des bureaux du New York Times et d'autres bâtiments aux alentours de Wall Street. La centrale ne délivrant que du courant continu ne peut alimenter efficacement qu'un petit secteur géographique. Le premier générateur, baptisé « Jumbo », est bien moins efficient que ceux d'aujourd'hui : il a un rendement de 3 à 4 % de l'énergie du charbon utilisé. Quelques années plus tard, Edison voit cependant l'intérêt de la cogénération en utilisant l’excédent de chaleur produit par le générateur électrique pour chauffer les bâtiments.
Début XXe siècle, toutes les centrales thermiques modernes emploient des machines à surchauffe à multiple expansions, compound en général et d'une puissance de 1 000 à 10 000 chevaux-vapeur. À partir de 1 500 ou 2 000 chevaux, on emploie, dans un assez grand nombre de cas, la triple expansion, quelquefois la quadruple expansion. L'emplacement des centrales est choisi selon la proximité des voies ferrées approvisionnant en combustibles et la proximité du cours d'eau, nécessaires à l'alimentation des chaudières et aux travaux de refroidissement du condenseur. L'encombrement des machines et le poids élevé de leurs divers organes deviennent une véritable gène pour les grosses centrales, situées dans des emplacements souvent réduits et où le terrain est cher. C'est ce qui mène peu à peu à l'emploi des turbines à vapeur. Dans un premier temps, les deux systèmes coexistent.
L'invention de la turbine à vapeur moderne en 1884 par Charles Parsons rend disponible l'électricité bon marché et abondante, et révolutionne le transport maritime et la marine de guerre. Elle prend le pas sur la machine à vapeur, qui est détrônée. Le premier modèle est relié à une dynamo qui génère 7,5 kW (10 ch) d'électricité. La démonstration complète de l'efficacité de la turbine est réalisée à Elberfeld en Allemagne, avec une unité de 1 000 kW. Sa licence est brevetée et sa turbine est améliorée peu de temps après par George Westinghouse. La puissance des turbines Parsons s'avère également extensible à grande échelle. Parsons a la satisfaction de voir son invention adoptée par toutes les grandes centrales de ce monde, et la taille des générateurs a augmenté depuis la première, de 7,5 kW jusqu'à des unités de 50 000 kW de capacité. Du vivant de Parson, la capacité de production d'une unité est multipliée par environ 10 000. La base théorique et scientifique déjà très élaborée explique l'évolution de la turbine, contrairement à ce qui s'était passé pour la machine à vapeur.

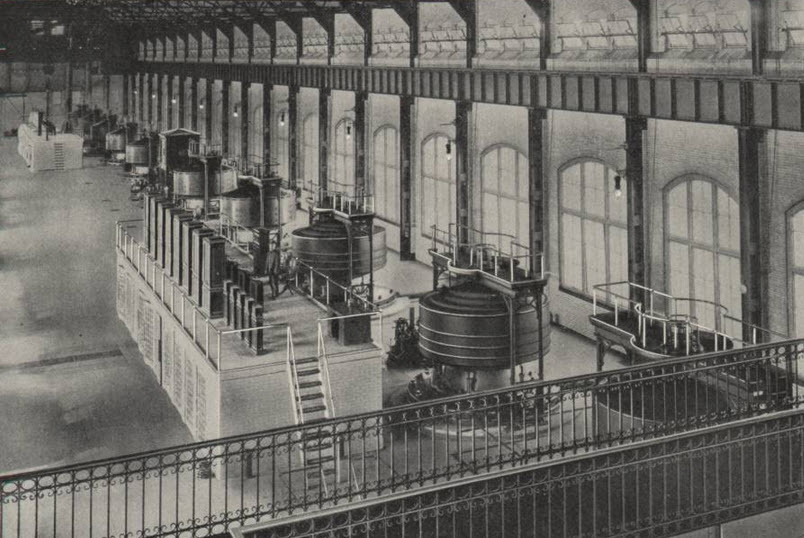
Dix générateurs de 5000 chevaux Westinghouse à l'Edward Dean Adams Power Plant à Niagara Falls. Première grande centrale électrique à courant alternatif à grande échelle au monde, construite en 1895.

Rendements d'échelle, processus de type reverse salient (mis en évidence par Thomas Parke Hughes), sont le moteur de l'innovation à partir des années 1890. La production et le transport de l'électricité exigent la mobilisation de quantités importantes et croissantes de capital pour fournir par ailleurs un bien non stockable. Il y a des avantages évidents à concentrer la puissance électrique. Le pari commercial de la Niagara Falls Power Company sur la rivière Niagara, financée par des hommes d'affaires notables tels J. P. Morgan, John Jacob Astor IV, Lord Rothschild et W. K. Vanderbilt, consiste à prévoir que le courant produit ne servira pas seulement à l'éclairage de la ville de Buffalo, mais aussi à fournir de l’énergie électro-motrice à des industries qui s'implanteront à proximité de la centrale. L'International Niagara Commission de 1891, commandée par Edward Dean Adams et présidée par Lord Kelvin, acquis au courant alternatif, impose Westinghouse Electric Company comme seul interlocuteur. Buffalo est alimentée en courant alternatif en 1896 et des établissements électro-métallurgiques et électrochimiques s'implantent effectivement à Niagara Falls, tels Alcoa. Le nombre de moteurs électriques est de 16 900 en 1899, de 388 000 en 1909, la moitié d'entre eux fonctionnant à l'aide de courant alternatif.
Six années après la première centrale d'Edison, les travaux sur le courant alternatif de Nikola Tesla permettent de transporter le courant électrique à bien plus grande distance que le courant continu grâce à l'alternateur et au transformateur et aux lignes hautes tension, et donc de limiter le nombre de centrales nécessaires, mais aussi de réduire les pertes en ligne ohmiques tout en utilisant moins de cuivre qu'avec une ligne basse tension.
En France, les unités de production d'EDF entre 1950 et de 1970 ne cessent de croître en puissance : 125 MW pour les unités mises en service en 1955 ; 250 MW pour les unités mises en service en 1961 ; 250 MW pour les unités mises en service en 1968 ; 700 MW (thermique classique) et 900 MW (thermique nucléaire) pour les unités en construction en 1972. Le condenseur pour une tranche thermique de 700 MW étant conçu pour un débit de 17 m3/s, celui d'une centrale nucléaire de 900 MW, pour un débit de 40 m3/s (circuit ouvert), seuls les grands fleuves (le Rhin, le Rhône, la Seine et la Loire) ou les côtes maritimes peuvent accueillir les centrales de forte puissance en circuit ouvert (c'est-à-dire sans réfrigérant atmosphérique).

## Avantages et inconvénients

### Obstacles, défauts, inconvénients

#### Production centralisée
Le caractère très centralisé de la production et la dépendance au réseau électrique THT les rendent vulnérables à tout incident[évasif].

#### Les énergies primaires fossiles
Les sources d'énergie fossile ont comme principaux défauts d'être épuisables, de produire du dioxyde de carbone, un des principaux gaz à effet de serre et d'être à l'origine d'une pollution de l'air (pollutions acides en particulier).
Un rapport de 2008 de l'Agence européenne pour l'environnement, à partir d'une comparaison entre des centrales de l'UE-25 ayant mis en œuvre de « bonnes pratiques » et d'autres, montre qu'il reste un important potentiel de réduction des émissions de SO2 et de NOx, si toutes les centrales utilisaient les meilleures techniques disponibles (MTD).
Un rapport de 2019 de l'EEA, analysant l'effet de l'application de la directive LCP (en) et de nouvelles valeurs limites d'émission (VLE) qui visent 70 % d'abattement sur le SO2 et le NOx (directive IPPC), dans les états membres de l'Union européenne entre 2004 et 2015, indique que les émissions de SO2 et NOx ont baissé respectivement de 81 % et 49 % pendant cette période. D'autres études portent sur la possibilité de capter le CO2 produit et de le stocker sous terre (dans d'anciens champs d'hydrocarbures épuisés ou dans des aquifères salins), mais ces solutions sont encore au stade expérimental et sont consommatrices d'énergie.
Ces centrales induisent une dépendance à l'égard des producteurs de ressources (gaz, pétrole, charbon…).

### Avantages
La production d'énergie est indépendante des conditions météorologiques, la source d'énergie peut être (dans une certaine mesure) facilement stockée et la puissance unitaire des centrales peut être très élevée.
Elles permettent de faire de la cogénération, lorsqu'un besoin important de chaleur (agglomérations, industries chimiques, serres...) est situé à proximité de la centrale thermique.

## Centrales thermiques

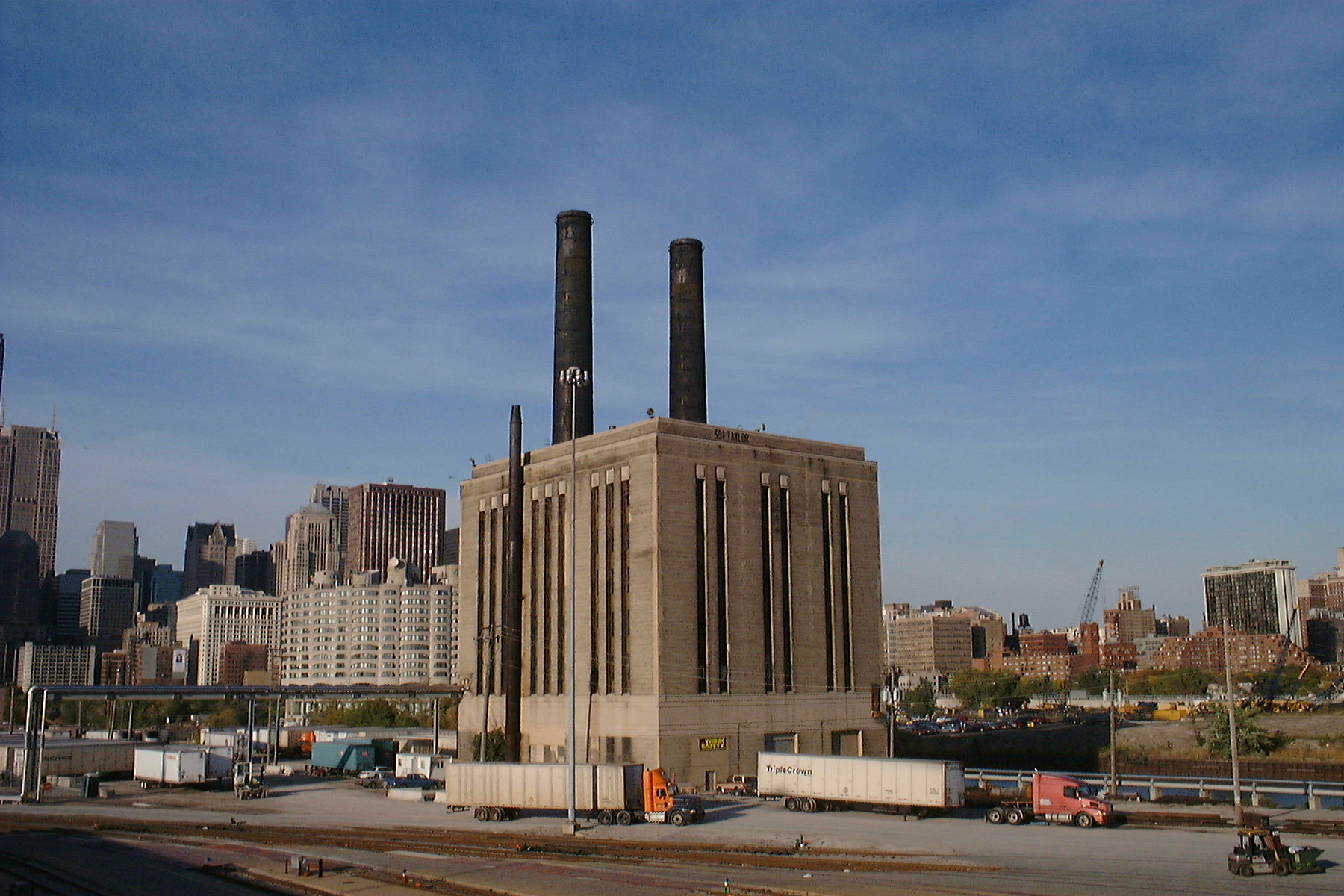
Centrale thermique à flamme de Chicago (USA).

Les centrales thermiques englobent :
- les centrales thermiques dites « à flamme », qui elles-mêmes comprennent :
  - les centrales conventionnelles, avec chaudière et turbine à vapeur, dans lesquelles un combustible fossile (charbon, fioul, gaz naturel, etc.) ou autre (biomasse) est brûlé dans une chaudière pour produire la vapeur surchauffée alimentant la turbine,
  - les centrales à turbine à combustion, à simple cycle, brûlant généralement du gaz, parfois du fioul (léger ou lourd réchauffé),
  - les centrales à cycle combiné, qui utilisent simultanément les deux techniques précédentes grâce à l'adjonction d'une chaudière de récupération et d'une turbine à vapeur, en sortie de la turbine à combustion, ce qui permet un bien meilleur rendement,
  - les centrales à moteur Diesel ;
- les centrales nucléaires ;
- les centrales solaires thermodynamiques ;
- les centrales géothermiques.

### Centrales utilisant un cycle vapeur
Hormis les centrales à turbines à combustion et celles à moteurs à explosion, les centrales thermiques utilisent un cycle vapeur.

#### Principe du cycle vapeur
Dans un générateur de vapeur (aussi appelé chaudière), de l'eau sous pression est vaporisée et surchauffée. Elle est ensuite admise dans une turbine à vapeur où elle est détendue. Lors de cette détente, l'énergie contenue dans la vapeur est convertie en énergie mécanique et entraîne en rotation le rotor de la turbine couplé à l'alternateur. La vapeur détendue est ensuite admise dans un condenseur où l'eau se retrouve en phase liquide. Cette eau est alors ramenée en chaudière grâce à des pompes alimentaires et repart pour un nouveau cycle.
Dans la pratique et pour améliorer le rendement thermodynamique, la turbine à vapeur est constituée de 2 (voire 3) corps : à la sortie du premier corps (dit HP, pour haute pression) la vapeur est retournée à la chaudière où elle est resurchauffée avant d'alimenter le second corps (MP : moyenne pression).

#### Centrales thermiques conventionnelles
Les centrales les plus répandues sont constituées d'une chaudière et d'une turbine à vapeur (Cycle de Rankine). Leur carburant est le plus souvent du charbon, mais on trouve aussi des chaudières utilisant de la biomasse, du gaz naturel, du pétrole, du fioul ou des déchets municipaux.
La plupart des centrales à charbon sont de type à « charbon pulvérisé », où le charbon est réduit en poudre très fine dans des broyeurs et injecté dans le foyer de la chaudière. Les centrales les plus récentes possèdent un cycle vapeur supercritique, qui permet d'avoir un rendement qui dépasse 45 %.
Certaines centrales à charbon récentes comprennent des chaudières à lit fluidisé circulant. Le principe de la chaudière à lit fluidisé circulant est de faire brûler du charbon finement concassé auquel on ajoute des granulats de calcaire ou du sable en suspension dans l'air, à une température de 800 à 900 °C. Le lit circule en boucle jusqu'à complète combustion du charbon. La température modérée réduit la formation d'oxydes d'azote et la présence de calcaire permet la désulfuration des fumées. On distingue les chaudières à lit fluidisé atmosphérique et les chaudières à lit fluidisé sous pression.

#### Centrales nucléaires

Centrale nucléaire de Cattenom.

Les centrales nucléaires utilisent également des cycles de conversion thermodynamique : dans le réacteur nucléaire, l'énergie obtenue à la suite de la réaction de fission de l'uranium et du plutonium est la source de chaleur utilisée. Un circuit primaire permet de refroidir le réacteur et de transférer la chaleur dégagée à un générateur de vapeur (chaudière) qui produit la vapeur d'eau alimentant la turbine à vapeur, comme dans une centrale thermique conventionnelle. Actuellement, les centrales nucléaires produisent environ 15 % de l'électricité mondiale. Elles n'émettent pas de dioxyde de carbone (CO2), contrairement aux centrales conventionnelles à flamme, mais elles engendrent des déchets radioactifs, qui doivent être traités ou stockés, et le risque d'accident, comme dans toute entreprise, ne peut être exclu. La probabilité d'occurrence d'un tel accident, sur les centrales modernes, est sujette à débat.

#### Centrales solaires thermodynamiques

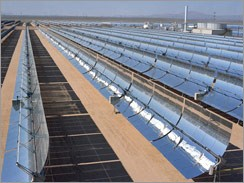
Centrale solaire thermodynamique à miroirs cylindro-paraboliques.

##### Principe
Les principaux types de centrale solaire thermodynamique sont au nombre de trois.
La centrale à tour solaire thermique concentre l'énergie solaire au moyen de rangées de miroirs disposés en arc de cercle face à la course du Soleil, qui renvoient les rayons solaires en un seul point, le foyer. Pour que le foyer ne change pas de position au cours de l'évolution de l'astre, les miroirs sont orientables et pilotés par un système centralisé. À ce foyer, une chaudière contenant un liquide sert de capteur d'énergie.
La centrale à miroir cylindro-parabolique utilise des miroirs incurvés face au sud (dans l'hémisphère nord), qui concentrent le rayonnement sur un tube rempli d'un fluide caloporteur, lequel s'échauffe ainsi. Ce fluide est en général une huile, des sels fondus ou de l'eau qui, surchauffée par l'énergie solaire thermique, est conduite jusqu'à une turbine à vapeur.
La cheminée solaire utilise l'énergie solaire pour chauffer l'air contenu dans une immense serre. L'air chauffé, plus léger, monte dans une cheminée où il met en mouvement des turbines.

##### Obstacles, défauts ou inconvénients
Le problème essentiel de ce type de centrale électrique est que l'énergie solaire est en quantité relativement faible en un point donné de la Terre (constante solaire de 340 W/m2 en moyenne sur l'année et sur la surface de la Terre) et qu'elle n'utilise que la chaleur rayonnée (rayonnement Infrarouge). La densité de puissance est faible, mais bien supérieure à celle du photovoltaïque.
Par ailleurs, la production est intermittente (intermittence journalière jour/nuit et saisonnière) et localement imprévisible à moyen terme (aléa météorologique). Pour réduire l'intermittence jour/nuit, voire permettre une production 24h/24, les centrales les plus modernes (comme Andasol en Espagne) sont équipées de réservoirs permettant de stocker des sels fondus chauds. Le stockage de la chaleur peut également s'effectuer par le biais de matériaux à forte capacité calorifique comme des roches de type volcanique portées à très haute température.

#### Centrales géothermiques

##### Principe
La Terre est composée d'une croûte, posée sur un manteau de roche en fusion. Le principe de l'énergie géothermique consiste à creuser un trou dans cette croûte, à envoyer un fluide caloporteur au fond à l'aide d'un tuyau et à récupérer ce fluide chauffé remontant par un autre tuyau. Cette chaleur fait tourner des turbines qui entraînent des alternateurs. Cette énergie est d'un usage courant en Islande où elle est facile à mettre en œuvre.

##### Obstacles, défauts ou inconvénients
- La profondeur du forage nécessaire diffère selon les sites.
- La profondeur de forage, malgré ces variations, reste importante, ce qui entraîne un fort coût d'investissement.
- Il existe un risque de remontée de magma.

Les investisseurs laissent donc pour l'instant les géologues rechercher des zones ayant des caractéristiques favorables avant d'entamer ce genre de projet.

### Centrales à turbines à combustion

#### À cycle simple
Les turbines à gaz en cycle simple sont peu coûteuses à construire, de plus elles ont l'avantage de démarrer très rapidement (contrairement aux centrales conventionnelles à vapeur qui ont une certaine inertie). Néanmoins, leur rendement faible (35 % au mieux, sans valorisation de leur chaleur résiduelle) limite leur utilisation pour la production d'électricité, sauf en appoint lors des pics de demande ou à toute petite échelle, ou encore dans les pays producteurs de pétrole ou de gaz.

#### À cycle combiné
Le cycle combiné consiste à récupérer l'énergie thermique des gaz très chauds à l'échappement de la turbine à combustion (dépassant désormais 600 °C), pour produire, dans une chaudière de récupération, de la vapeur d'eau utilisée pour alimenter un groupe turbo-alternateur à vapeur. Cette solution permet une augmentation notable du rendement énergétique global de la centrale, pour atteindre 50 à 60 %. Généralement, ce type de centrale comprend deux alternateurs, l'un entraîné par la turbine à combustion, l'autre par la turbine à vapeur. Cette solution permet, depuis l'arrêt complet, de démarrer rapidement la turbine à combustion, la turbine à vapeur ayant, elle, un temps de démarrage plus long ; cette disposition a l'inconvénient d'être plus encombrante que la solution à un seul alternateur où les deux turbines sont montées sur la même ligne d'arbres. La puissance de la turbine à vapeur étant environ 50 % de la puissance de la turbine à combustion, des constructeurs de centrale ont installé sur certains sites deux turbines à combustion entraînant chacune un alternateur, et une turbine à vapeur alimentée par les deux chaudières et entraînant un troisième alternateur identique aux deux autres.

#### Cogénération
Dans le cas de turbine à vapeur entraînant une génératrice d'électricité, la cogénération (ou trigénération) n'augmente pas le rendement électrique, mais se contente d'envoyer les gaz chauds à la sortie de la turbine vers un procédé industriel consommateur de chaleur ou une chaudière de récupération produisant de la vapeur utilisée dans un procédé industriel. Le rendement atteint est un rendement global : rendement électrique plus rendement de transfert thermique. Le but principal est souvent le procédé industriel, la production d'électricité étant soumise au besoin de chaleur.

### Centrales à moteurs à explosion
Certaines centrales électriques utilisent des moteurs Diesel pour entraîner les alternateurs. C'est le cas en particulier des centrales de Vazzio et Lucciana, en Corse.

### Centrale électrique temporaire

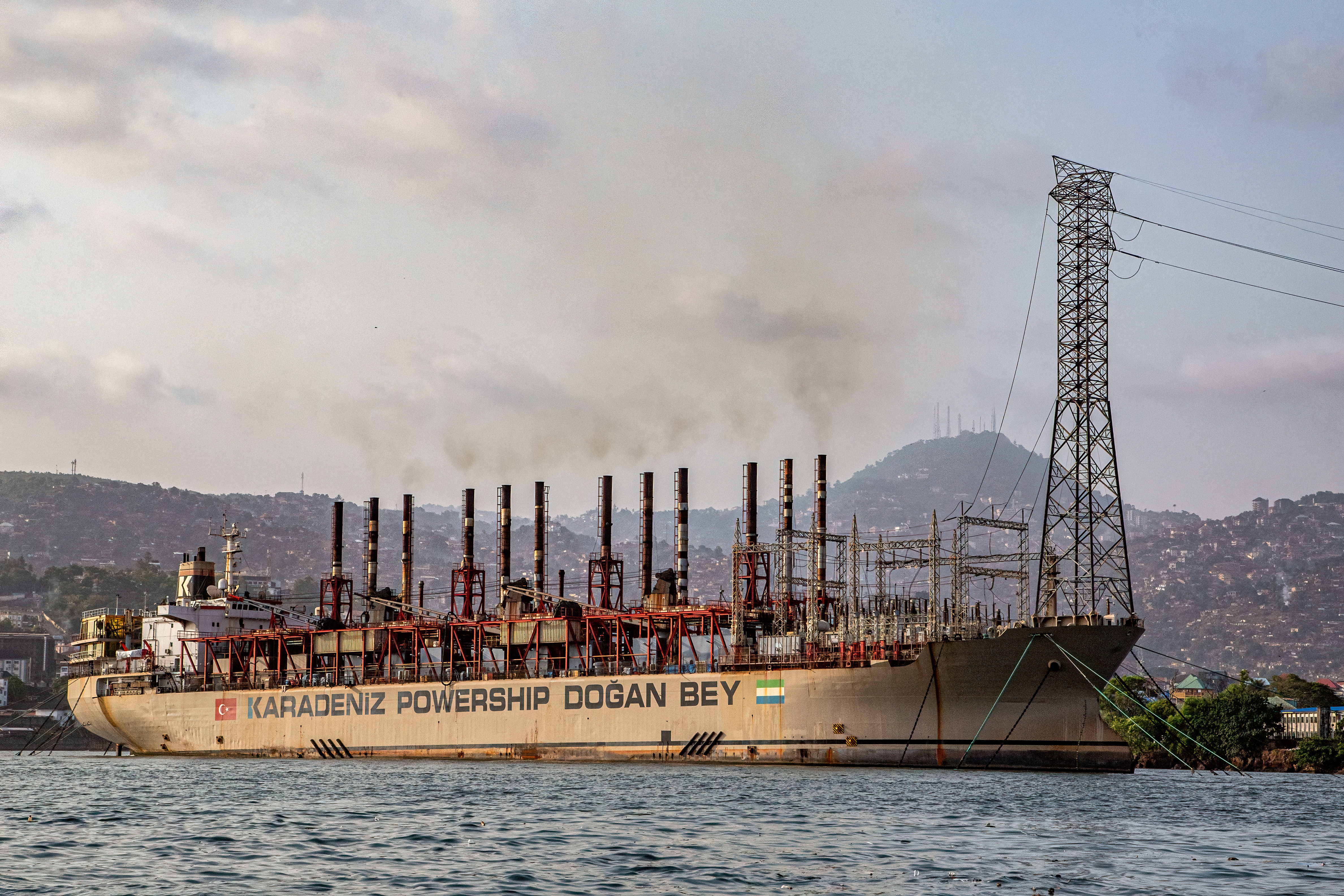
MV Karadeniz, à Doğan Bey (Freetown, Sierra Leone).

Des centrales électriques temporaires, consistant en l'installation de groupes électrogènes industriels et synchronisés, peuvent être mises en œuvre en quelques semaines voire quelques jours pour suppléer ponctuellement des manques de moyens de production ou des coupures de lignes électriques,.
Les plus grandes de ces installations peuvent prendre la forme de navires centrale électrique (en).

## Centrales hydroélectriques

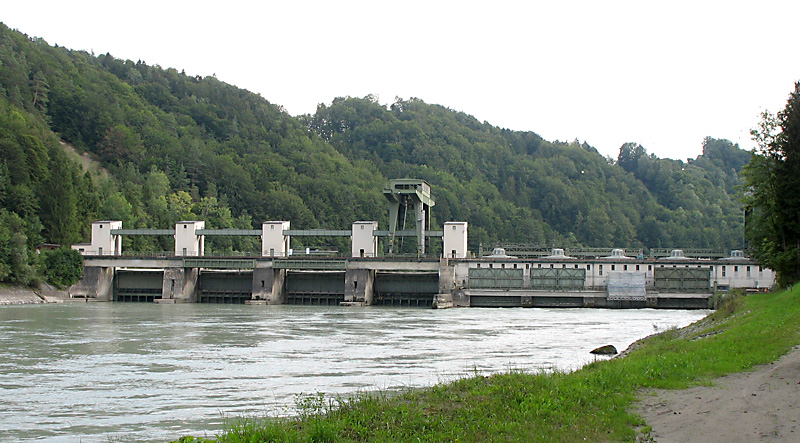
Centrale hydroélectrique en Allemagne.

### Principe
L'énergie hydraulique est depuis longtemps une solution mise en œuvre dans la production d'électricité (appelée aussi énergie hydroélectrique), qui utilise une énergie renouvelable.
À un étranglement des rives d'un cours d'eau est érigé un barrage qui crée une retenue d'eau. Au pied de ce barrage, ou bien plus bas, à l'aide de conduite forcée, on installe des turbines reliées à des alternateurs. On alimente en eau sous pression les turbines par un système de canalisations et de régulateurs de débit.
Il y a différents types de centrales hydroélectriques. Les micro-centrales sont installées sur des rivières en tête de bassin, certaines ont un fort impact écologique. Les centrales hydroélectriques de pompage-turbinage, quant à elles, permettent d'accumuler l'énergie venant d'autres sites de productions peu flexibles (telles que les centrales nucléaires) ou intermittentes (productions éoliennes ou solaires) lorsque la consommation est basse, pour la restituer lors des pics de consommation.

### Obstacles, défauts ou inconvénients
Les sites potentiels se situent généralement en montagne, entraînant des surcoûts importants de construction.
Le nombre de ces sites est limité.
Ce système implique parfois de noyer des vallées entières de terre cultivable, où les hommes vivent bien souvent depuis des générations.
On ne peut jamais garantir le risque zéro de rupture des barrages, en particulier lors de conditions météorologiques exceptionnelles.

## Centrale marémotrice, hydrolienne ou maréthermique

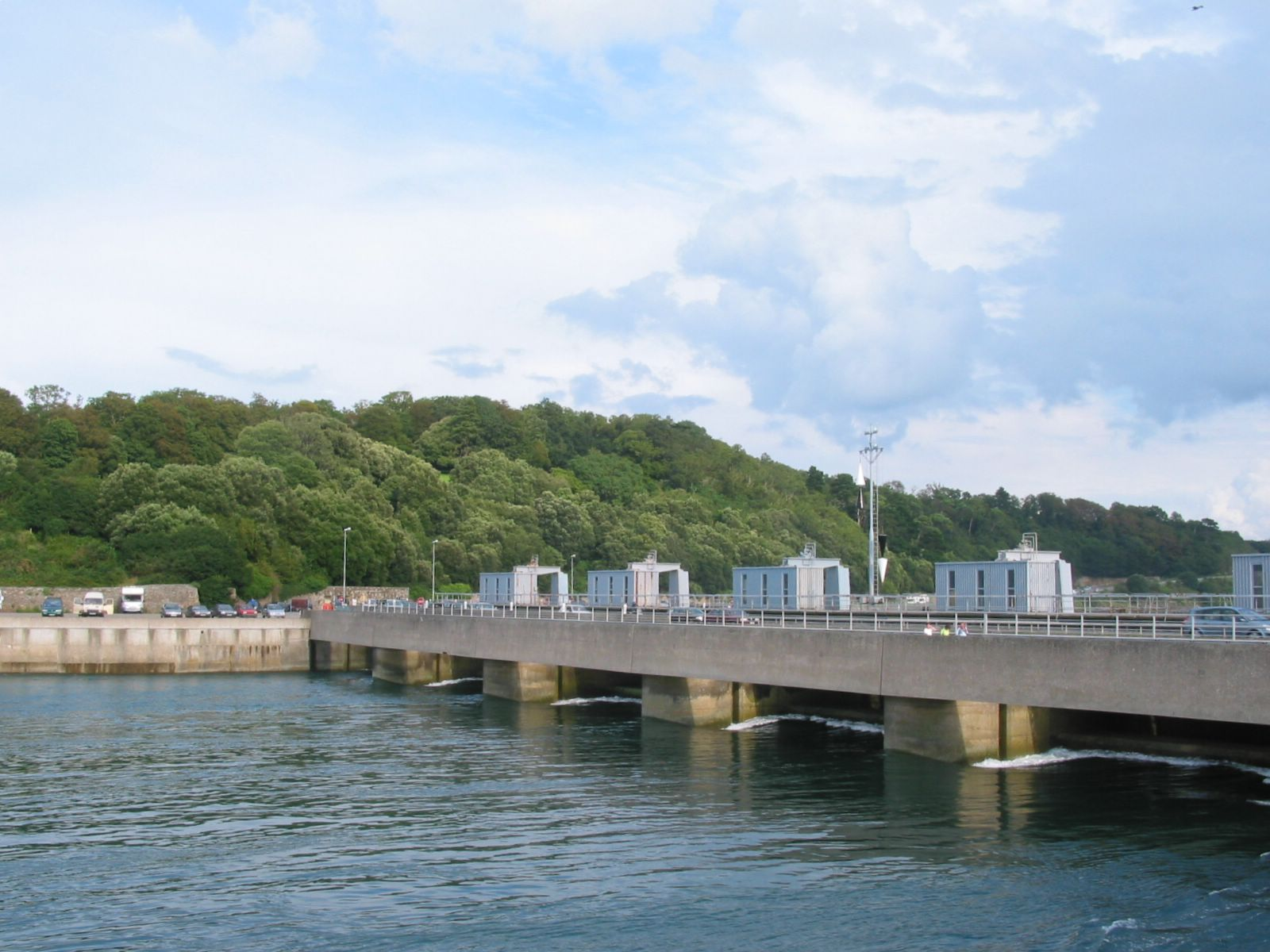
Usine marémotrice de la Rance.

### Principe
L'eau des mers et des océans peut également être utilisée pour produire de l'électricité.
Quatre formes principales d'énergie marines existent :
- L'énergie marémotrice qui utilise l'énergie potentielle des marées ;
- L'énergie hydrolienne ou l'énergie cinétique des courants de marée, des grands courants océaniques, voire des rivières ;
- L'énergie thermique des mers qui utilise les différences de températures de l'eau à différentes profondeurs.
- L'énergie des vagues. Le mouvement des vagues est converti en énergie électrique.

### Obstacles, défauts ou inconvénients
- Les moyens mis en œuvre sont importants et demandent beaucoup d'entretien.
- Dans le cas de l'énergie marémotrice, la densité de puissance est élevée, si l'on reporte uniquement à la surface occupée par le barrage lui-même, mais très basse si l'on compte la superficie recouverte par le lac de retenue.
- Leur implantation dans un site a généralement de forts retentissements sur les écosystèmes locaux.

## Éoliennes

### Principe

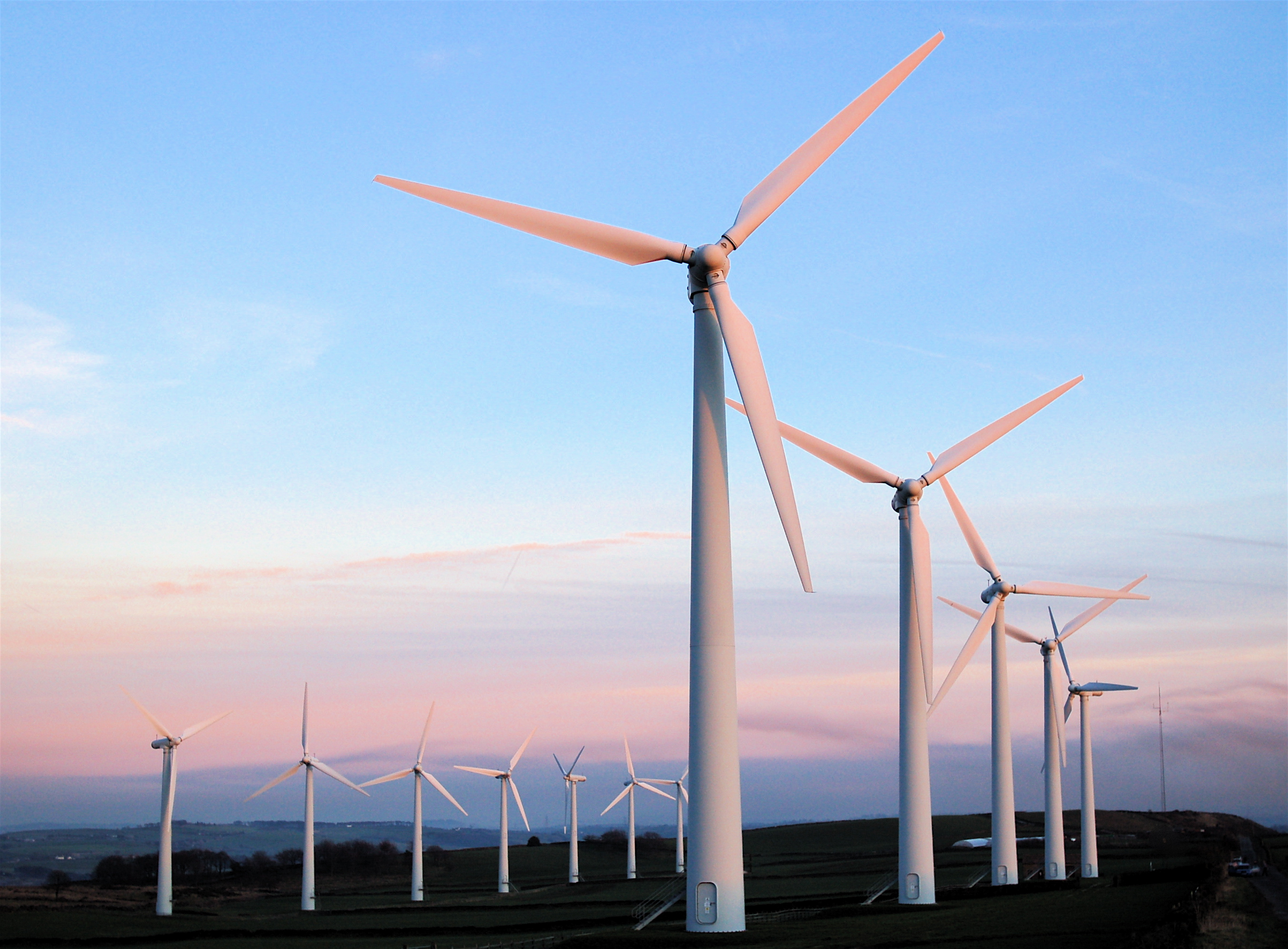
Parc éolien en Angleterre.

Dans une centrale éolienne, l'énergie électrique est produite directement par des génératrices éoliennes. Ces machines sont formées d'un mât, sur lequel est installé un générateur électrique entraîné par une hélice, elles sont positionnées idéalement sur les plans d'eau ou les collines ventées. L'alternateur permet de transformer cette énergie mécanique en énergie électrique.

### Obstacles, défauts ou inconvénients
Les principaux défauts des éoliennes sont :
- la pollution visuelle du paysage ;
- des obstacles pour la navigation aérienne, de proximité, à très basse altitude ;
- le bruit, lorsqu'une éolienne est installée près d'une habitation ;
- l'investissement important, avec une production aléatoire dépendant des variations du vent.

## Centrales photovoltaïques

### Principe

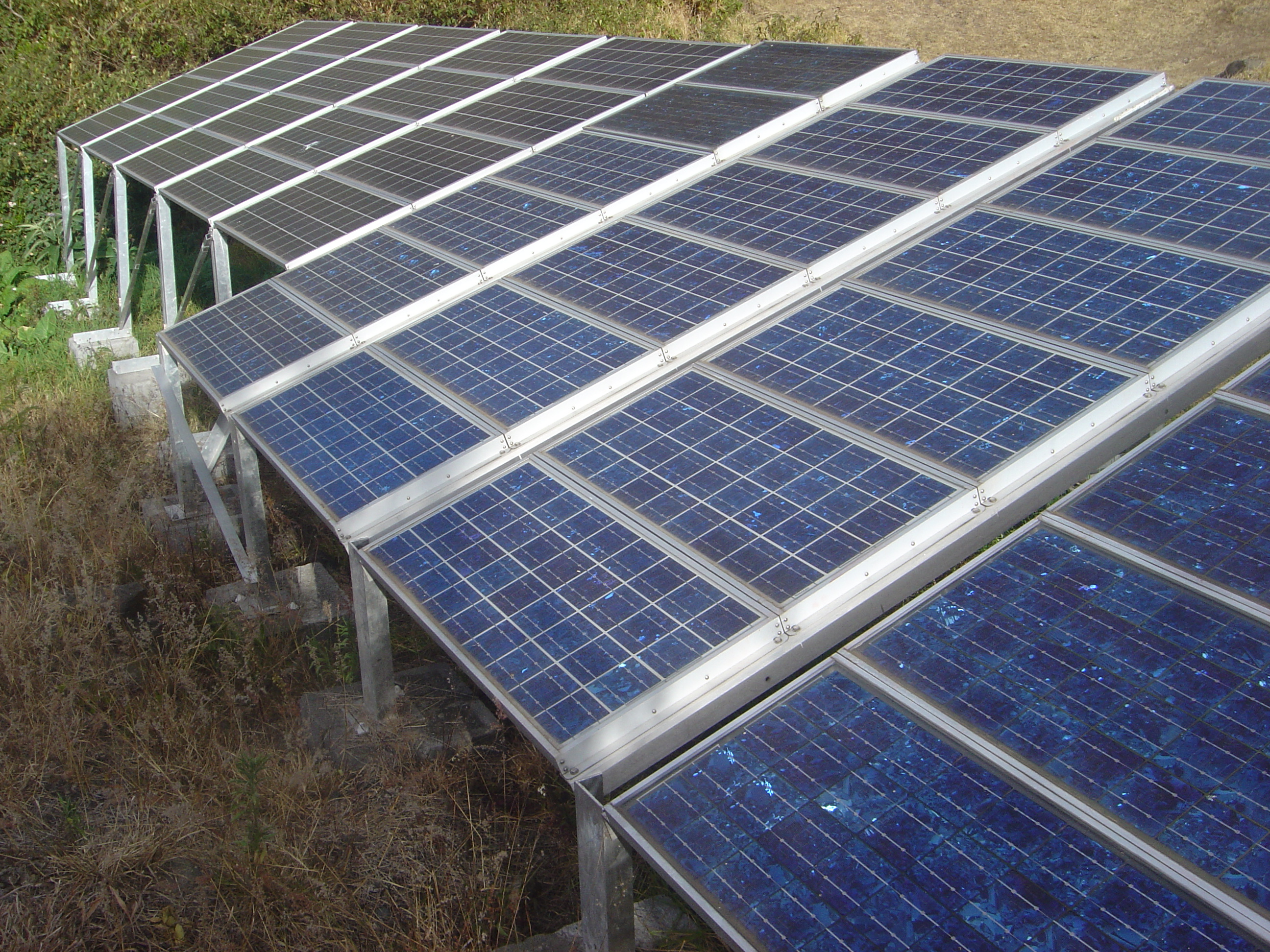
Centrale solaire photovoltaïque.

Ce mode de production d'électricité avec l'énergie solaire utilise les rayonnements lumineux du Soleil, qui sont directement transformés en un courant électrique par des cellules à base de silicium ou autre matériau ayant des propriétés de conversion lumière/électricité. Chaque cellule délivrant une faible tension, les cellules sont assemblées en panneaux.

### Obstacles, défauts ou inconvénients
Des projets de centrale solaire dans l'espace ont été développés. Mais, outre le problème du transport de l'électricité vers la Terre, il faudrait dans un premier temps transporter et assembler des milliers de tonnes de matériel en orbite, puis assurer la maintenance de tels systèmes.